# Teija Lehtimäki
Teija Lehtimäki, früher Teija Kuntola (* 6. Juli 1981), ist eine ehemalige finnische Biathletin.
Teija Lehtimäki nahm erstmals bei den Junioren-Europameisterschaften 2001 bei einem internationalen Großereignis teil. Bei den Wettkämpfen in Haute-Maurienne war ein 27. Rang im Einzel das beste Ergebnis. Erst bei den Sommerbiathlon-Weltmeisterschaften 2007 in Otepää nahm sie erneut bei Titelkämpfen teil. Hier wurde sie unter anderem Elfte im Massenstartrennen und Siebte mit der Staffel im Crosslauf-Wettbewerb. 2008 gab sie auch ihr Debüt in den Senioren-Wettbewerben des Winterbiathlons. Ihre ersten Rennen lief sie in Osrblie im Rahmen des Biathlon-Europacups. Die Finnin wurde 23. im Sprint und 22. in der Verfolgung und qualifizierte sich damit für die Teilnahme an den Biathlon-Weltmeisterschaften 2008 in Östersund. Dort wurde sie 84. im Sprint, 67. im Einzel und 15. mit der Staffel.
Beim Sprint in Trondheim belegte 
Teija Lehtimäki in der Saison 2008/2009 den 32. Platz und gewann damit ihre ersten Punkte im Weltcup. Im Februar 2010 gewann sie in Haute-Maurienne mit einem Sprint erstmals ein Rennen des IBU-Cups.

## Biathlon-Weltcup-Platzierungen
Die Tabelle zeigt alle Platzierungen (je nach Austragungsjahr einschließlich Olympische Spiele und Weltmeisterschaften).
- 1.–3. Platz: Anzahl der Podiumsplatzierungen
- Top 10: Anzahl der Platzierungen unter den ersten zehn (einschließlich Podium)
- Punkteränge: Anzahl der Platzierungen innerhalb der Punkteränge (einschließlich Podium und Top 10)
- Starts: Anzahl gelaufener Rennen in der jeweiligen Disziplin
- Staffel: inklusive Mixed- und Single-Mixed-Staffeln

| Platzierung                      | Einzel | Sprint | Verfolgung | Massenstart | Staffel | Gesamt |
| -------------------------------- | ------ | ------ | ---------- | ----------- | ------- | ------ |
| 1. Platz                         |        |        |            |             |         |        |
| 2. Platz                         |        |        |            |             |         |        |
| 3. Platz                         |        |        |            |             |         |        |
| Top 10                           |        |        |            |             | 2       | 2      |
| Punkteränge                      |        | 1      |            |             | 9       | 10     |
| Starts                           | 7      | 16     | 3          |             | 9       | 35     |
| Stand: nach der Saison 2009/2010 |        |        |            |             |         |        |